# Beluga River
Der Beluga River ist ein 60 km langer Zufluss des Cook Inlet in Südzentral-Alaska.

## Verlauf
Der Beluga River bildet den Abfluss des Beluga Lake, der sich am Fuße der Tordrillo Mountains befindet. Er verlässt den See an dessen nordöstlichen Ende und fließt anfangs in südsüdöstlicher Richtung. Nach 6 Kilometern verbreitert sich der Fluss zum Lower Beluga Lake. Nach etwa 30 Kilometern erreicht der Fluss die Küstenebene und wendet sich in Richtung Ostnordost. Der Beluga River mündet schließlich acht Kilometer nordöstlich der Siedlung Beluga ins Meer. 17,5 Kilometer weiter östlich liegt die Mündung des Susitna River. Der Beluga River besitzt entlang seinem Flusslauf keine größeren Nebenflüsse.

## Name
Benannt wurde der Fluss im Jahr 1898 vom U.S. Geological Survey (USGS). Der Name beluga oder bjeluga stammt aus dem Russischen und bedeutet „Weißwal“.